# Timon
Timon (лат.) — род ящериц семейства Настоящие ящерицы. Ранее представители этого рода включались в род Lacerta.
Крупные ящерицы: длина глазчатой ящерицы (Timon lepidus) может достигать 90 см.

## Классификация
Род включает 4 вида:
- Timon lepidus — глазчатая (жемчужная) ящерица
- Timon pater — величавая ящерица
- Timon princeps — загросская ящерица
- Timon tangitanus

## Галерея
- Глазчатая ящерица обитает в Португалии, Испании, на юге Франции и северо-западе Италии
- Величавая ящерица обитает в Алжире, Тунисе и Марокко
- Загросская ящерица обитает на западе Ирана, юго-востоке Турции, северо-востоке Сирии и на севере Ирака
- Timon tangitanus обитает на севере Марокко, северо-западе Алжира

## Примечание
1. ↑  The Reptile Database: Timon lepidus (англ.)
2. ↑  The Reptile Database: genus Timon (англ.)
3. ↑  русские названия приведены по Ананьева Н. Б., Боркин Л. Я., Даревский И. С., Орлов Н. Л. Пятиязычный словарь названий животных. Амфибии и рептилии. Латинский, русский, английский, немецкий, французский. / под общ. ред. акад. В. Е. Соколова. — М.: Рус. яз., 1988. — С. 226. — 10 500 экз. — ISBN 5-200-00232-X.